# 埃爾默拉日 (加利福尼亞州)
埃爾默拉日（英語：El Mirage）是位於美國加利福尼亞州聖貝納迪諾縣的一個非建制地區。該地的面積和人口皆未知。

## 地理
埃爾默拉日的座標為34°36′08″N 114°37′52″W / 34.60222°N 114.63111°W，而該地的平均海拔高度為888米（即2913英尺）。